# Station Kleszczele
Station Kleszczele is een spoorwegstation in de Poolse plaats Kleszczele. Het station is in 2022 verplaatst en het stationsgebouw is gesloten. 